# Hammarn
Hammarn är ett litet samhälle i Grythyttans socken i Hällefors kommun. Samhället är upp delat i 4 delar som består av västra delen centrala Hammarn som utgör en småort. Södra delen av samhället är i Jeppetorp där det finns ett flera fristående bostadshus. Norra delen av samhället kallas för Hammarfallet i folkmun där det finns också flera bostäder och en nerlagd grustäkt. Östra delen ligger bortanför bryggeriet Spendrups och består av flera 50-tals villor.

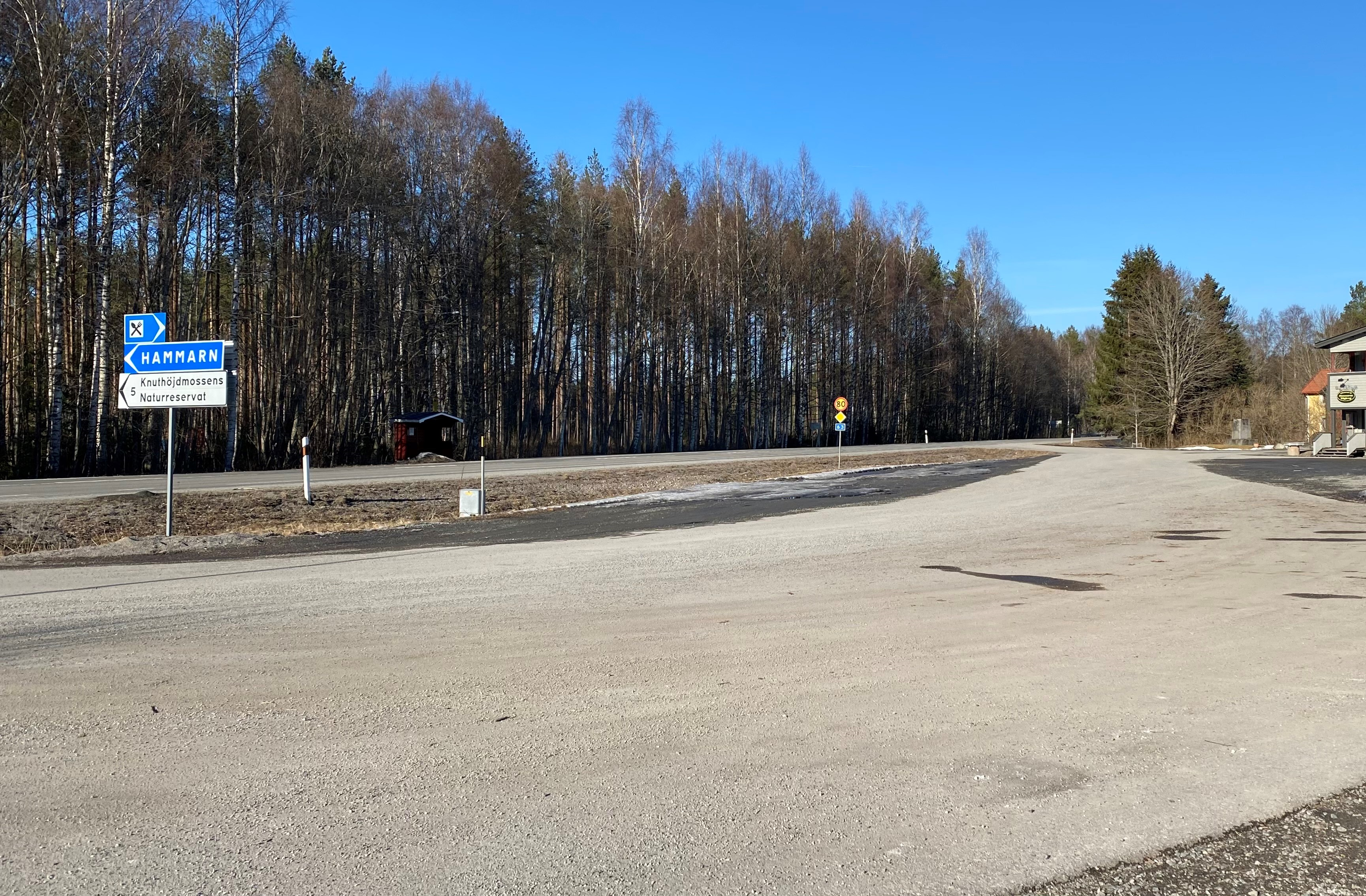
Foto på Riksväg 63 mot Hällefors i Hammarn under våren 2021

## Befolkningsutveckling
| Befolkningsutvecklingen i Hammarn/Hammarn (västra delen) 1960–2015 | Befolkningsutvecklingen i Hammarn/Hammarn (västra delen) 1960–2015 | Befolkningsutvecklingen i Hammarn/Hammarn (västra delen) 1960–2015 | Befolkningsutvecklingen i Hammarn/Hammarn (västra delen) 1960–2015 | Befolkningsutvecklingen i Hammarn/Hammarn (västra delen) 1960–2015 |
| ------------------------------------------------------------------ | ------------------------------------------------------------------ | ------------------------------------------------------------------ | ------------------------------------------------------------------ | ------------------------------------------------------------------ |
|                                                                    |                                                                    |                                                                    |                                                                    |                                                                    |
| År                                                                 |                                                                    |                                                                    | Folkmängd                                                          | Areal (ha)                                                         |
| 1960                                                               | 1960                                                               |                                                                    | 331                                                                |                                                                    |
| 1965                                                               | 1965                                                               |                                                                    | 302                                                                |                                                                    |
| 1970                                                               | 1970                                                               |                                                                    | 274                                                                |                                                                    |
| 1975                                                               | 1975                                                               |                                                                    | 218                                                                |                                                                    |
| 1990                                                               | 1990                                                               |                                                                    | 207                                                                | 79                                                                 |
| 1995                                                               | 1995                                                               |                                                                    | 150                                                                | 40#                                                                |
| 2000                                                               | 2000                                                               |                                                                    | 157                                                                | 39#                                                                |
| 2005                                                               | 2005                                                               |                                                                    | 149                                                                | 39#                                                                |
| 2010                                                               | 2010                                                               |                                                                    | 137                                                                | 39#                                                                |
| 2015                                                               | 2015                                                               |                                                                    | 118                                                                | 39#                                                                |
| 2020                                                               | 2020                                                               |                                                                    | 106                                                                | 39#                                                                |
| Anm.: Upphörde som tätort 1995. # Som småort.                      |                                                                    |                                                                    |                                                                    |                                                                    |